# Bichlersee
Der Bichlersee ist ein kleiner Bergsee in der Nähe von Oberaudorf in Bayern. Er misst etwa 160 mal 80 m. Der See mit einer durchschnittlichen Wasseroberfläche von 1,4 ha liegt auf einer Höhe von 955 m in einer Mulde der Bergwälder des Wildbarrens.
Der sumpfige See liegt im Landschaftsschutzgebiet Schutz des Auerbachtales einschl. Regau (am Förchenbach) und Bichlersee, Gemeinden Niederaudorf, Oberaudorf, Flintsbach und Kiefersfelden (LSG-00047.01).